# Antoni Hawełka

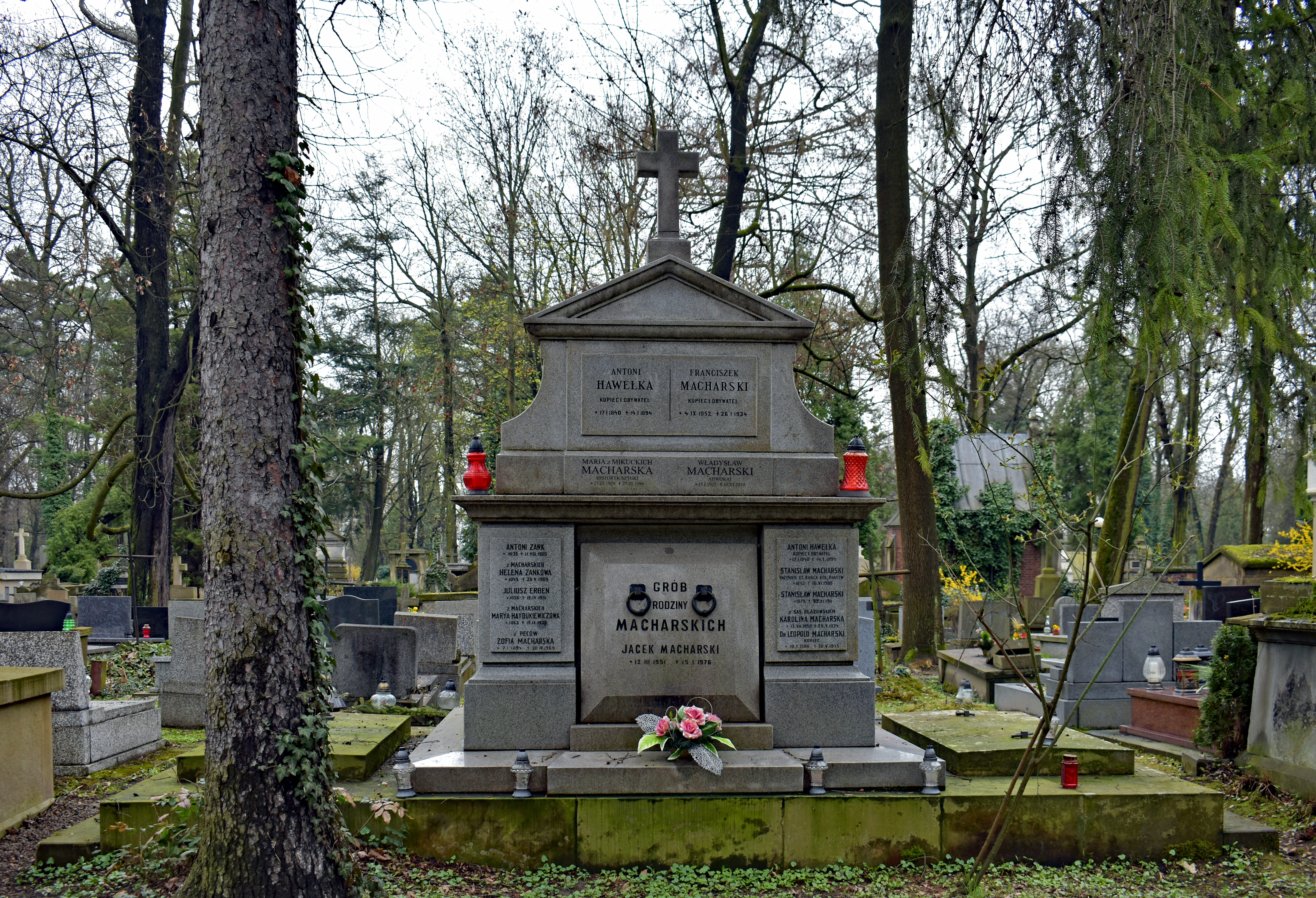
Grobowiec Macharskich na cmentarzu Rakowickim, w którym pochowany jest Antoni Hawełka

Antoni Hawełka (ur. 17 stycznia 1840 w Kętach, zm. 14 stycznia 1894 w Krakowie) – polski przedsiębiorca, kupiec i restaurator.

## Życiorys
Początkowo pracował jako subiekt w sklepie J. Wentzla. W 1876 otworzył w Kamienicy Czerwonej przy Rynku Głównym 46 sklep kolonialny "Pod Palmą". W 1881 przeniósł go do Pałacu pod Krzysztofory, otwierając tam równocześnie restaurację. Otrzymał tytuł Cesarskiego i Królewskiego Dostawcy Dworu.
Był również filantropem. Przekazał fundusze na renowację kaplicy św. Antoniego w kościele Mariackim w Krakowie. Fakt ten upamiętniono tablicą, umieszczoną po prawej stronie kaplicznego ołtarza.
Zmarł bezpotomnie 14 stycznia 1894 w wieku 53 lat. Został pochowany na cmentarzu Rakowickim w Krakowie, w kwaterze VIII, w grobowcu rodziny Macharskich. Jego spadkobiercą, zgodnie z testamentem, został subiekt Franciszek Aleksander Macharski.